# VBŠ Kuňkadlo
VBŠ Kuňkadlo je československý lehký jednomístný sportovní letoun. Byl postaven bratry Vladimírem (pozdějším zkušebním pilotem) a Bohuslavem (pozdějším konstruktérem leteckých motorů Walter) Šimůnkovými v letech 1924 až 1926.

## Vývoj
Bratři Šimůnkové se začali zabývat letectvím v době na počátku první světové války, kdy se věnovali stavbě modelů. Po válce studovali na ČVUT v Praze, při studiu absolvovali praxi ve firmě Avia, kde v té době byli hlavními konstruktéry Pavel Beneš a Miroslav Hajn. Bratři se rozhodli postavit vlastní lehké letadlo. Stroj byl koncipován jako jednomístný celodřevěný hornoplošník s nekrytým pilotním prostorem. Plány překontroloval ing. Hajn. Československý aeroklub poskytl na stavbu subvenci 1 600 Kč, motor Clerget-Renault o výkonu 10,3 kW (14 k) zapůjčilo Ministerstvo národní obrany. První fáze stavby proběhla o prázdninách roku 1924, pokračovalo se o rok později.
Letadélko poprvé vzlétlo na jaře 1926, řízeno vojenským pilotem Skálou. Po něm jej vyzkoušeli další piloti. Jejich celkový dojem byl příznivý, ale byly objeveny některé nedostatky. Stroj byl těžký na ocas, směrovka měla příliš malou plochu, osa podvozku se prohýbala a z letounu byl špatný výhled. Problémy byly i s nepravidelným chodem motoru, který vydával podivné kuňkavé zvuky. Z toho vznikla přezdívka „Šimůnkovic kuňkadlo“.
Bratři Šimůnkové proto provedli rekonstrukci letounu, při níž odstranili jeho nedostatky. Problém s výhledem byl vyřešen zvednutím křídla nad trup, ke kterému bylo uchyceno vzpěrami. Na jaře 1927 bylo Kuňkadlo oficiálně zalétáno ve Vojenském leteckém ústavu studijním a imatrikulováno L-BILG. Šimůnkové pak s letounem pravidelně létali a vystupovali na různých leteckých přehlídkách. Kuňkadlo bylo vyřazeno v roce 1929, poté bylo uloženo v ČKD-Praga ve Vysočanech a po druhé světové válce umístěno do Národního technického muzea v Praze. 

## Základní technické údaje
podle Václava Šorela
- Rozpětí: 7,20 m
- Délka: 4,48 m
- Hmotnost prázdného letounu: 104 kg
- Maximální rychlost: 115 km/h
- Dostup: 3 000 m
- Dolet: 300 km